# Serra de Pinós (Castellar del Vallès)
La Serra de Pinós és una serra al municipi de Castellar del Vallès (Vallès Occidental), amb una elevació màxima de 586 metres.